# Palais des congrès de Versailles
Pour les articles homonymes, voir Palais des congrès.
Le Palais des Congrès de Versailles est un centre de conférences et d'événements culturels situé au 10, rue de la Chancellerie. Proche de la place d'Armes, il fait face au château de Versailles et ses jardins.

## Historique

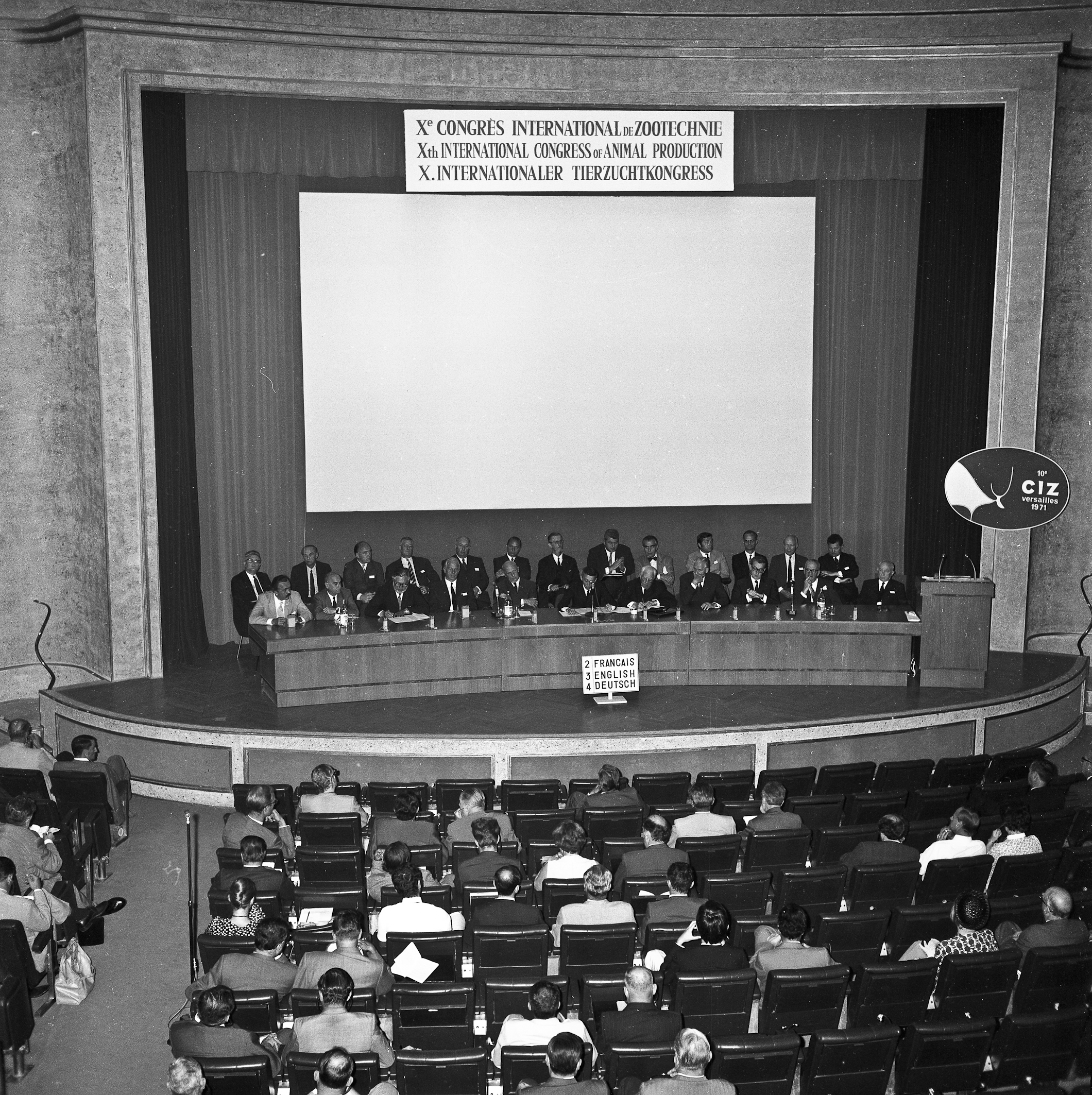
Amphithéâtre Richelieu lors du 10e Congrès mondial de zootechnie en 1971.

Le Palais des Congrès de Versailles est le premier palais des congrès construit en France. Il se situe dans le carré d’or de Versailles, face au château et au cœur du quartier Saint-Louis, centre culturel et historique de la ville. Il a été inauguré en 1967 par Georges Pompidou et Alain Poher. 
Créé sous l'impulsion du maire de Versailles André Mignot en 1964, il remplace un théâtre des Variétés en ruine.
Son architecte est Pierre-Edouard Lambert, fils de Marcel Lambert, l’architecte en chef du Château de Versailles entre 1888 et 1912.  
Continuateur d’Auguste Perret[réf. nécessaire], Lambert reste fidèle à une doctrine architecturale basée sur l’équilibre des volumes pour concevoir ce palais, dont la première pierre est posée en novembre 1963.  Cette construction élégante et rationaliste est centrée sur une grande salle de spectacle en rotonde.

## Description
Le Palais des Congrès de Versailles couvre 3 700 m2 répartis sur trois étages. Il s’articule autour du grand amphithéâtre central, l’amphithéâtre Richelieu et de dix salles de sous-commissions avec un ensemble style art-déco. Il a une capacité d’accueil de 1 500 personnes. 
Menée par Jean-Paul O’Meny avec ses associés Philippe Graziani et Vincent Rautureau, ainsi que par Raphaëlle Amar, Directrice générale, une nouvelle équipe assure l’exploitation du Palais des Congrès de Versailles depuis sa réouverture en 2020 avec pour ambition de moderniser et de diversifier son activité. 
En plus d'accueillir des événements professionnels, l'établissement ouvre ses portes au grand public pour des événements culturels (théâtre, concert, one wo/man show, salons...), un concept qui vient s'harmoniser aux valeurs de la ville de Versailles. 

## Changement en 2020
La mairie a cédé le 31 décembre 2018 à l'exploitation de l'établissement au groupe Iris pour six années et deux optionnelles, contre une redevance annuelle de 250 000 euros. Dans le cadre de travaux de modernisation l'établissement a fermé pour une durée de deux ans. Le Palais des congrès de Versailles a donc rouvert ses portes en septembre 2020.
L’objectif de ce projet a été de respecter l’histoire de ce lieu en valorisant une architecture de béton puissante par une mise en valeur de la lumière et des éléments de décors art-déco.